# Беккер, Исаак Моисеевич
Исаак Моисеевич Беккер (24 августа 1898, Баку, Бакинская губерния, Российская империя — июль 1937, Ташкент, Узбекская ССР, СССР) — советский государственный и партийный деятель.

## Биография
Родился 24 августа 1898 в Баку.
В 1914 году вступил в РСДРП(б).
В 1917−1919 годах — председатель районного комитета Баку, заместитель председателя Бакинского комитета.
В 1919 году — заместитель председателя Исполнительного комитета Пензенского губернского Совета.
В 1919−1921 годах, во время Гражданской войны — в Рабоче-Крестьянской Красной Армии.
В 1925 году окончил факультет общественных наук Московского государственного университета.
Работал секретарём комитета РКП(б) факультета общественных наук Московского государственного университета.
В 1925−1926 годах — ответственный секретарь Актюбинского губернского комитета РКП(б) — ВКП(б).
В 1926−1928 годах — ответственный секретарь Семипалатинского губернского комитета ВКП(б).
В 1928 году — член Президиума Государственной плановой комиссии при СНК Казакской АССР.
В 1928−1932 годах — в Всесоюзном центральном совете профессиональных союзов, председатель ЦК Союза деревообделочников.
С марта по июнь 1932 года — председатель Организационного бюро Казакского краевого комитета ВКП(б) по Карагандинской области.
С июня 1932 года по март 1934 года — 1-й секретарь Карагандинского областного комитета ВКП(б).
С 10 февраля 1934 года по июль 1937 года — член Комиссии партийного контроля при ЦК ВКП(б).
26 января—10 февраля 1934 года делегат XVII съезда ВКП(б).
В 1934−1935 годах — председатель Таджикской республиканской комиссии по чистке партии.
С 1935 года по июль 1937 года — уполномоченный Комиссии партийного контроля при ЦК ВКП(б) по Узбекской ССР.
Умер в июле 1937 года в Ташкенте. Урна с прахом захоронена в колумбарии Новодевичьего кладбища.